# ژوهانسبورگ (تنسی)
ژوهانسبورگ(به انگلیسی: Jonesborough) شهری در ایالت تنسی کشور ایالات متحده آمریکا است که جمعیت آن در سرشماری سال ۲۰۱۰ میلادی، ۵٬۰۵۱ نفر بوده‌است.

## نگارخانه

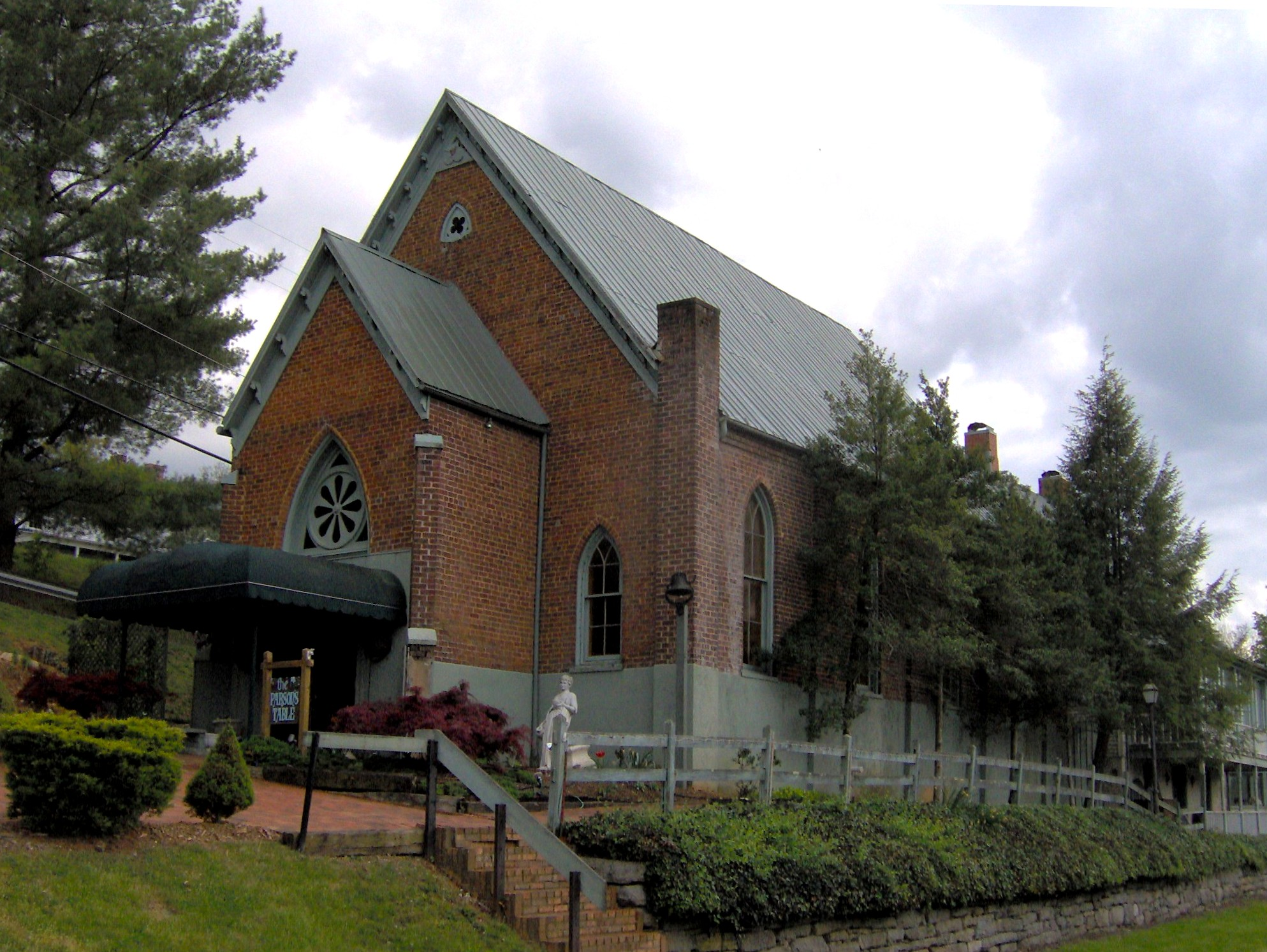
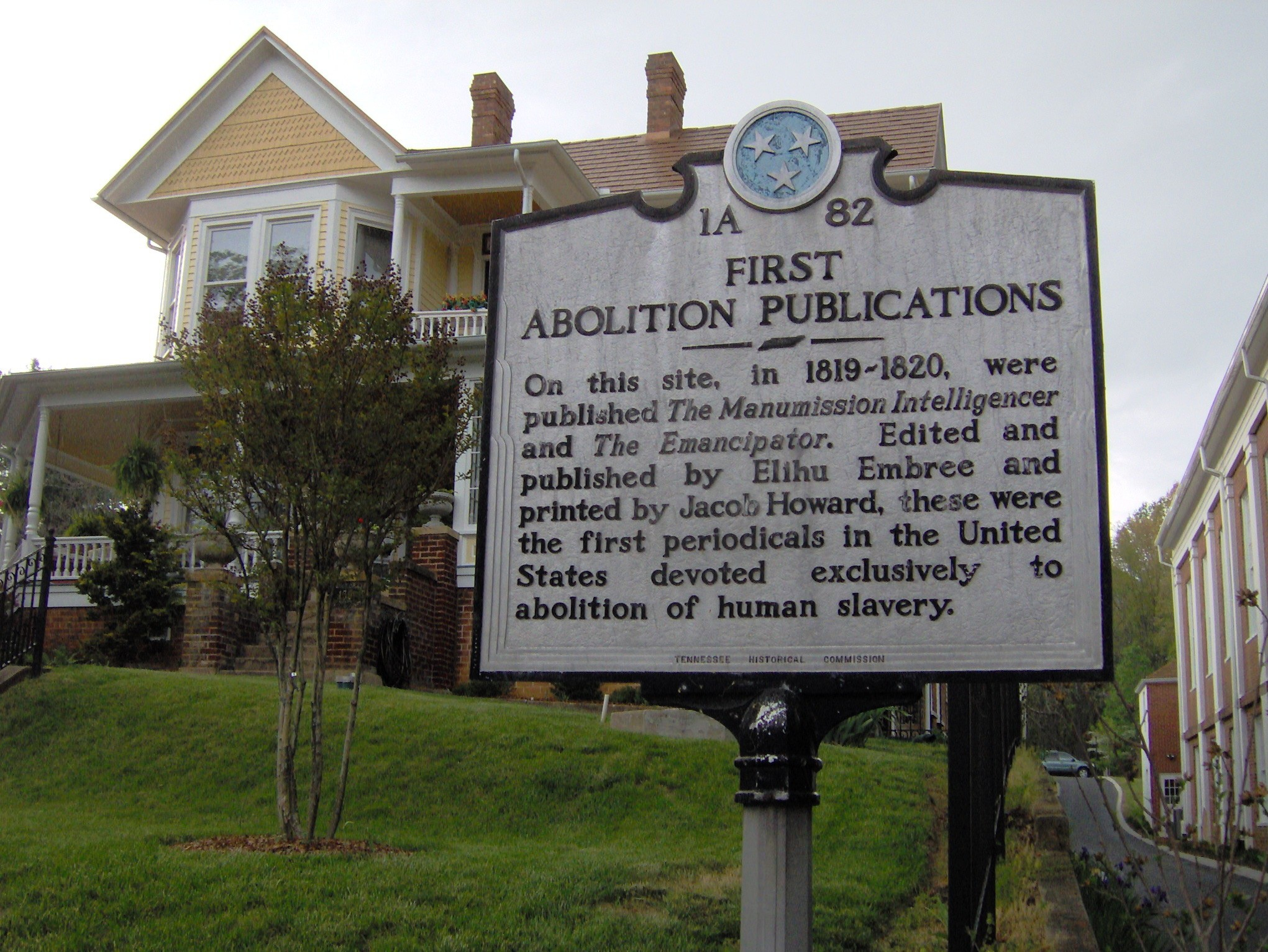
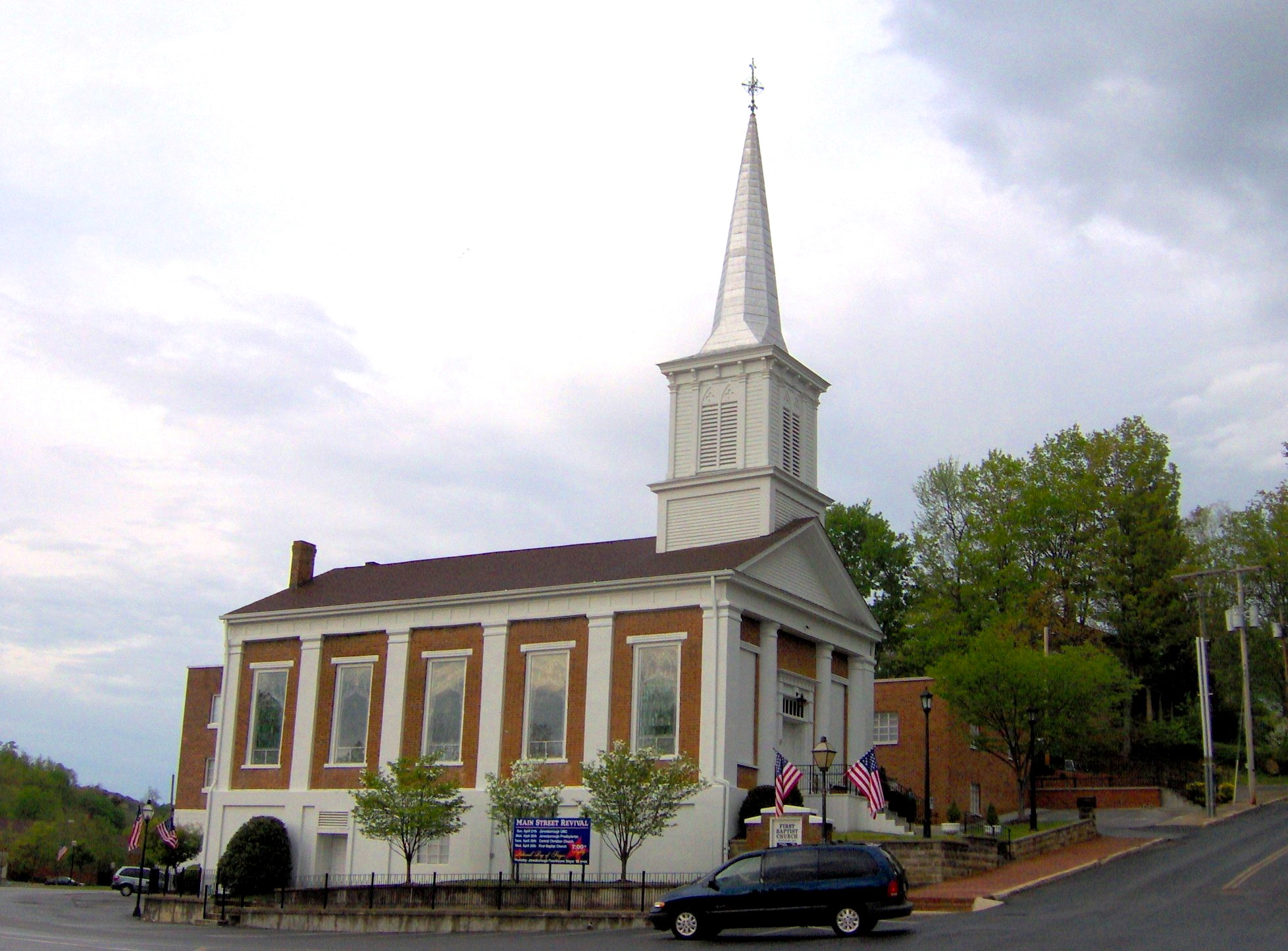
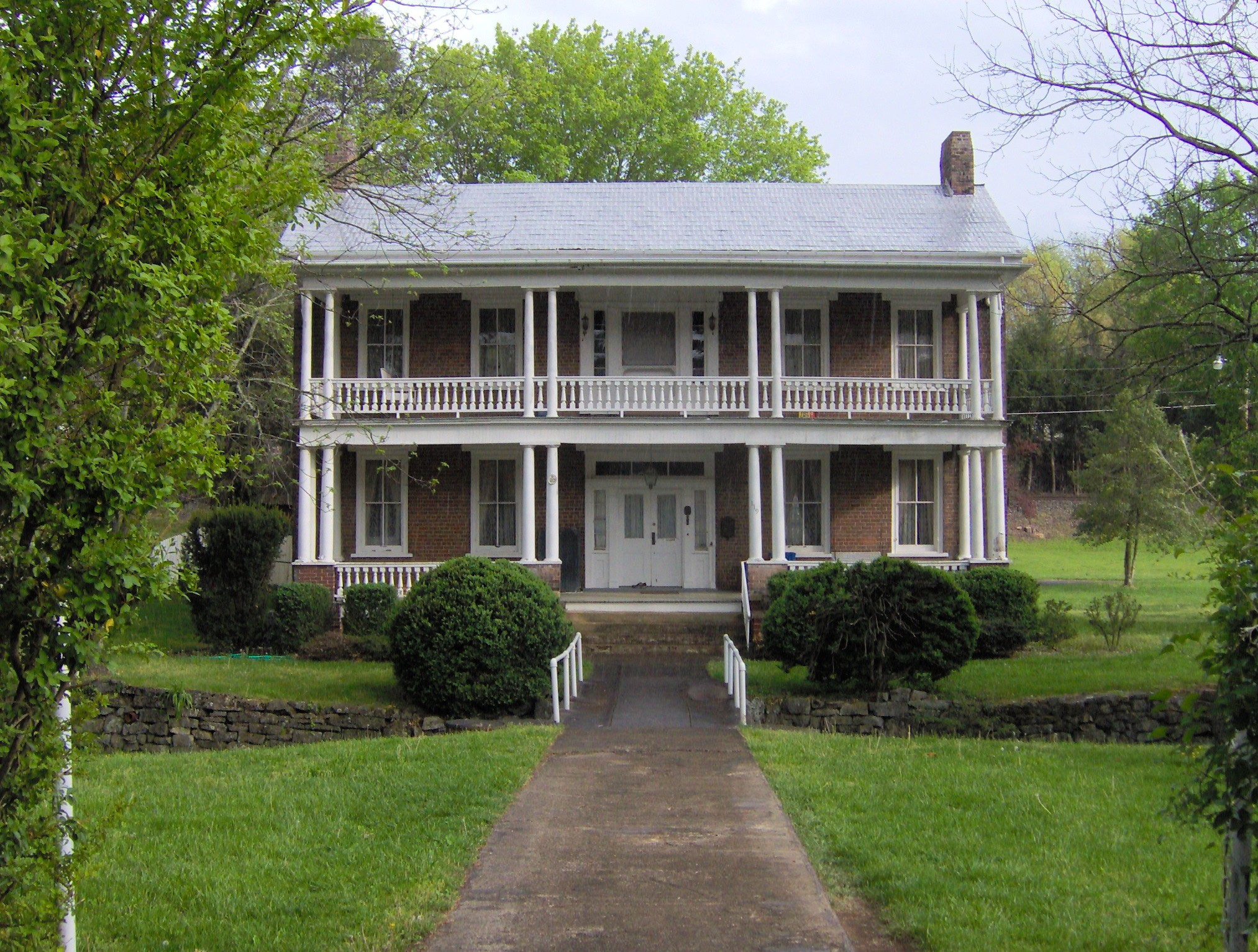